# Johannes Enen
Johannes Enen (* um 1480 in Ehnen in Luxemburg; † 31. Juli 1519 in Trier) war ein deutscher römisch-katholischer Geistlicher, Weihbischof in Trier, Titularbischof in Azotus und Rektor der Universität Trier.

## Leben
Nach einem Studium der artes liberales an der Universität Trier wurde Johannes Enen im Mai 1498 zum Magister artium promoviert und 1502 zum Dekan der Artistenfakultät gewählt.
Von 1512 an stand er in Kontakt mit dem Straßburger Humanisten Johannes Adelphus.
Am 14. April 1512, als der Reichstag zu Trier stattfand, versammelten sich im Beisein des Kaisers Maximilian I. im Trierer Dom zahlreiche Würdenträger. Auf Wunsch des Kaisers ließ der Erzbischof und Kurfürst Richard von Greiffenklau zu Vollrads den Altar öffnen und der Heilige Rock wurde erstmals öffentlich gezeigt. Enen nahm an dieser Zeremonie teil und predigte während des Gottesdienstes.
In den Jahren 1512/1513 bekleidete er das Amt des Rektors der Universität Trier.
1514  promovierte er  zum Dr. theol.
Seine Wahl zum Dekan der Theologischen Fakultät fiel auf den 30. September 1517. Er wurde zum Priester geweiht und am 13. November 1517 zum Titularbischof von Azalot und Weihbischof von Trier ernannt.
1514 erschien sein Büchlein „Medulla Gestorum Trevirensium“, das er ursprünglich in lateinischer Sprache schreiben wollte. Er ließ sich jedoch überreden und fasste sein Werk in deutscher Sprache.
Dies ist bemerkenswert, denn es stellt den ersten, wenn auch unbeholfenen und noch nicht kritischen Versuch einer Stadtgeschichte in deutscher Sprache dar.
Johannes Enen fand vor dem Martinsaltar der Klosterkirche St. Maximin in Trier seine letzte Ruhestätte.